# Promicin
Promicin je fiktivní chemická látka použitá jako základní motiv v televizním seriálu 4400 (poprvé uváděn v USA v letech 2004–2007).
Látka má ovlivňovat komunikaci neuronů s ostatními buňkami. Obsah promicinu v těle propůjčuje paranormální schopnosti. Může být potlačen inhibitorem promicinu, látkou, která s sebou nese vedlejší účinky.
Promicin byl původně objeven Maxem Hudsonem, který zkoumal jednoho ze 4400, Orsona Baileyho. Doktor Kevin Burkhoff, světový vědec a specialista na neurony, začal své poznatky dávat do spojitosti se 4400 a jejich schopnostmi. On sám na sobě promicin vyzkoušel a dospěl k regenerativním schopnostem.

## Schopnosti
- Neutralizace (Jordan Collier)
- Manipulace s věkem (Cora Tomkins)
- Ovládání zvířat (Jane Nance)
- Alternativní reální vytváření (Alana Mareva)
- Bioluminescence (Phillipa Bynes)
- Ovládání tělesného kyslíku (Michael Lawrence)
- Ovládání tělesného tepla (Paul Newbold)
- Electrokineze (Tyler Downing)
- Empatie (Lily Tyler, Todd Barstow)
- Zvýšená síla a reflexy (Carl Morrissey)
- Genetická léčba (Edwin Mayuya)
- Hydrokineze (Olivia Germaine, Duncan Germaine)
- Iluze, přeludy (Byron Lillibridge)
- Indukovaná pravdomluvnost (April Skouris)
- Neviditelnost (Aquino)
- Manipulace se vzpomínkami (Tina Richardson)
- Ovládání mysli (Oliver Knox, Tess Doerner)
- Optické klamy (Boyd Gelder)
- Okysličování (Darren Piersahl)
- Ovládání rostlin (Mary Deneville)
- Eliminace znečištění (Anastasia)
- Předvídání budoucnosti (Maia Skouris, Claudio Borghi)
- Pyrokineze (Jorge Molina, Paul Weir)
- Regenerace (Kevin Burkhoff)
- Vidění do dálky (Lewis Mesirow)
- Zdvojení své osobnosti (Jed Garrity)
- Vysoká inteligence (Dalton Gibbs)
- Technopatie (Warren Trask)
- Telekineze (Orson Bailey, Richard Tyler, Isabelle Tyler, Kathy Weir)
- Telepatie (Gary Navarro)
- Teleportace (Marco Pacella)
- Přeměna, mutace (Meghan Doyle)
- Dýchání pod vodou (Jung Pak)